# Тысяча героев
«Тысяча героев» (англ. A Thousand Heroes) — кинофильм.

## Сюжет
Подлинная драма рейса 232 «Юнайтед Эйрлайнс» из Денвера в Чикаго. DC-10 разбился при аварийной посадке в аэропорту 19 июля 1989 года. 184 пассажира выжили, во многом благодаря работе спасателей, у которых было всего 40 минут на то, чтобы подготовиться.